# Leucisme

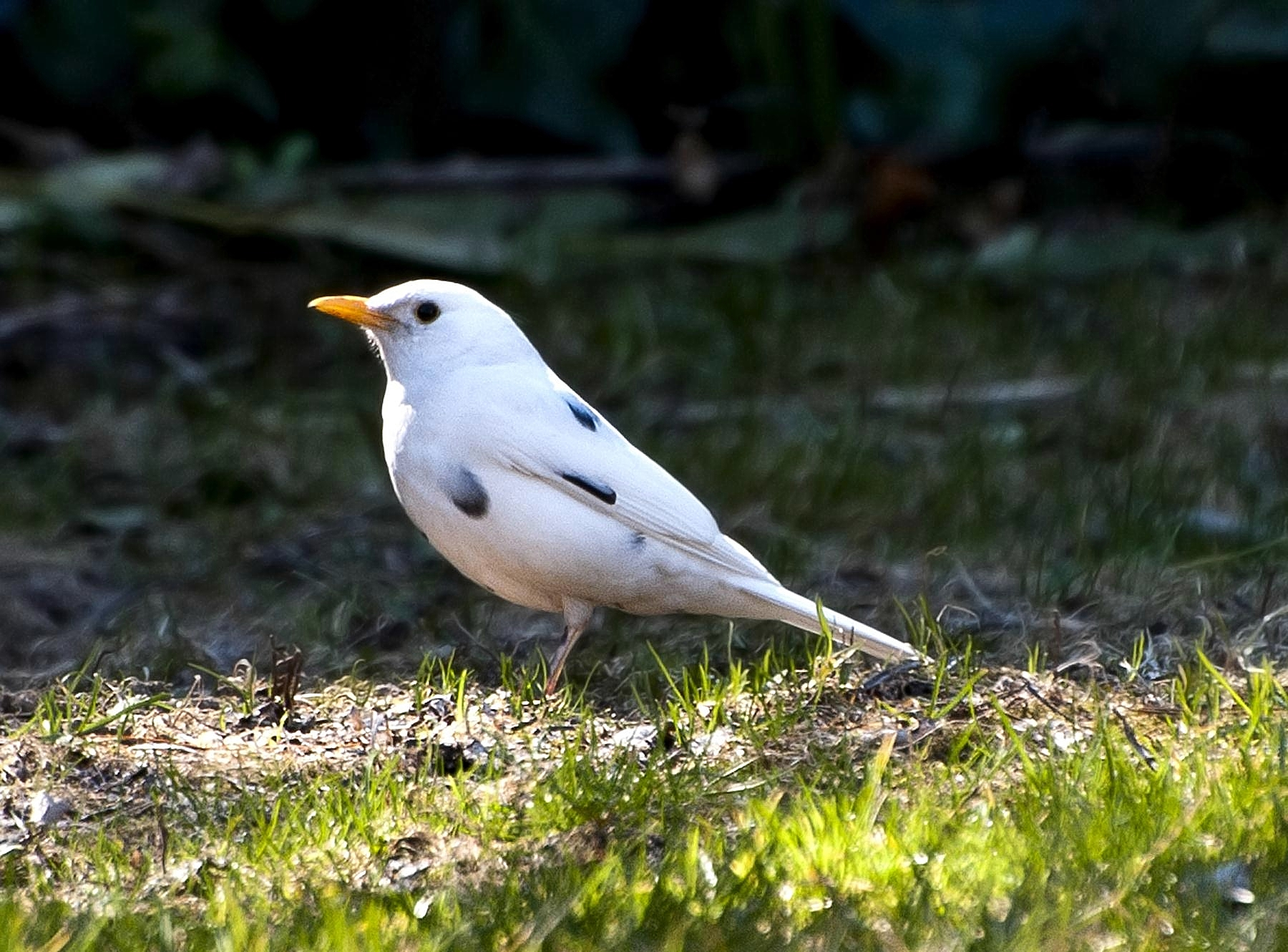
Een merel met leucisme.

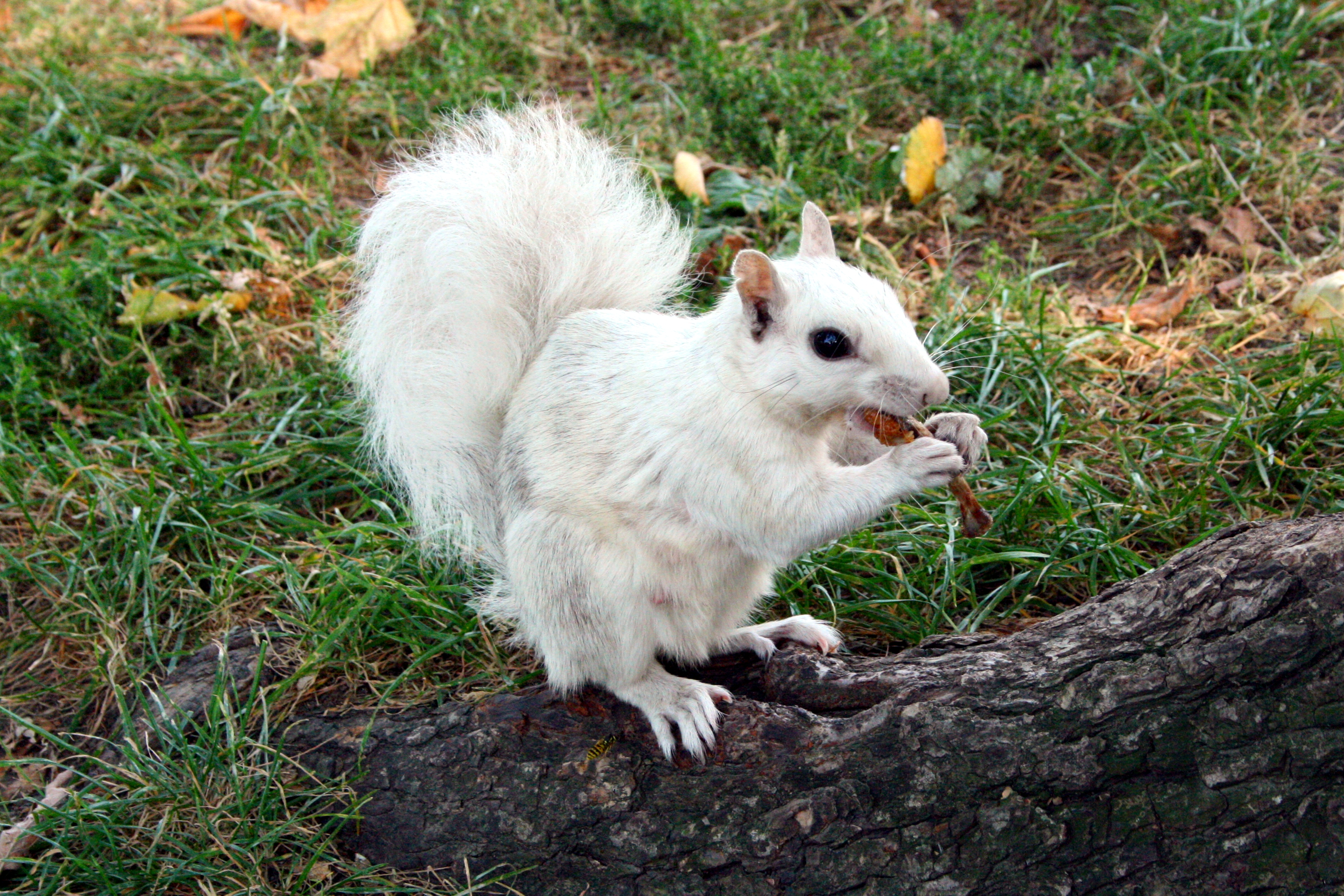
Een eekhoorn met leucisme.

Leucisme is een afwijking bij dieren en mensen die leidt tot een verminderde pigmentatie. Leucisme lijkt op albinisme en wordt daar soms mee verward. Leucisme resulteert in een vermindering van alle types huidpigment, niet slechts van melanine. Het woord komt van het Griekse 'λευκός' (leukós) dat 'wit' betekent.
Dieren met deze afwijking hebben een witte vacht, huid, veren of schubben. De afwijking kan ook alleen voor delen van het lichaam zijn. De verschillen met albinisme zijn dat leucistische dieren hun normale kleur ogen hebben (albinistische dieren hebben rode ogen) en dat leucistische dieren geen verhoogde gevoeligheid hebben voor zonlicht.
Ook zijn leucistische dieren vaak erg agressief tegenover de niet-leucistische dieren, waardoor deze in tegenstelling tot albino dieren, wel goed kunnen overleven in het wild zolang de lichte kleur het leven niet moeilijker maakt (zoals jagen voor voedsel).
Een bekend huisdier dat vaak leucisme kan krijgen is de goudvis. Op hogere leeftijd veranderen dan vrijwel alle schubben in de witte kleur.